# Wendener Kirmes
Die Wendener Kirmes (mundartlich: „Wendsche Kärmetze“) im Ortskern von Wenden ist das größte Volksfest in Südwestfalen. Sie findet jährlich am dritten Dienstag im August sowie dem Wochenende davor statt und zieht zumeist um die 300.000 Besucher aus nah und fern an.

## Geschichte
Die Wendener Kirmes geht auf das Kirchweihfest vom 13. August 1752 zurück. Sie hat sich um die Errichtung des Neubaus der Wendener Pfarrkirche St. Severinus entwickelt, die mit der Aufrichtung des Hoch- und Kreuzaltars an jenem Tag feierlich eingeweiht wurde. Ein Jahr später legte der damalige Kölner Weihbischof Franz Kaspar von Franken-Siersdorf den Termin für das entsprechende Kirchweihfest auf den Sonntag vor dem Fest der Aufnahme Mariens in den Himmel verbindlich fest.
Wie nahezu überall entwickelte sich auch in Wenden am Kirchweihtag ein Marktgeschehen rund um die Kirche, wo sich die Bevölkerung mit allem versorgen konnte, was man so brauchte. Als dieser Krammarkt später um einen Viehmarkt ergänzt wurde, fand in der ersten Hälfte des 19. Jahrhunderts ersterer am Sonntag statt, der andere am Montag danach. Die Bedeutung des Wendener Viehmarktes nahm in der Folge immer weiter zu, insbesondere als 1841 erstmals eine Prämierung des vorgestellten Viehs stattfand.
1855 wurden dann Kram- und Viehmarkt auf einen Tag zusammengelegt, und zwar auf den dritten Dienstag im August. Ab den 1870er Jahren übernahm dann der 1842 gegründete Landwirtschaftliche Lokalverein die Organisation, wodurch das Fest ein stetig steigendes Interesse durch die Verlagerung des Schwerpunktes auf die Tierschau erlangte.
Das Angebot des einstigen Kirchweihfestes und des daraus entstandenen Tierschaufestes wurde im Laufe der Jahre immer größer. Zum Kirmesfest, welches zunächst von den Warenhändlern dominiert wurde, gesellten sich in der zweiten Hälfte des 19. Jahrhunderts erste Karussells und Schießbuden sowie weitere Schausteller mit ihren Angeboten und Darstellungen. Mit dem dadurch entstandenen noch größeren Besucheransturm entwickelte sich die „Wendsche Kärmetze“ über die Jahre hinweg zum größten Volksfest in Südwestfalen, welches zunächst um den Sonntag vor dem dritten Dienstag im August erweitert wurde. Da es sich bei der Kirmes ursprünglich um ein kirchliches Fest handelte, durften Gottesdienste nicht durch Lärm von Karussells und Kirmestrubel gestört werden und somit begann das eigentliche Feiern erst nach Beendigung der Nachmittagsandacht. Seit 1993 wird die Kärmetze auch am Samstag gefeiert.

## Ablauf
Offizieller Auftakt der Wendener Kirmes ist samstags um 15:00 Uhr auf dem Rathausvorplatz. Von dort geht es zum Riesenrad und anschließend erfolgt die offizielle Eröffnung mit dem Fassbieranstich durch den Bürgermeister der Gemeinde Wenden. Am späten Samstagabend gibt es nach Einbruch der Dunkelheit ein Brillant-Höhenfeuerwerk. (Bei extremer Trockenheit wird als Schutz vor möglichen Wald- und Flächenbränden auf das Feuerwerk verzichtet.)
Sonntags findet um 9:15 Uhr ein Gottesdienst in der Pfarrkirche St. Severinus statt. Daran anschließend gibt es ein Frühkonzert im Festzelt. Ab 10:00 Uhr ist dann Kirmesbeginn mit Krammarkt.
Montags ist Ruhetag und es findet kein Kirmestrubel statt.
Dienstags beginnt um 7:45 Uhr die Tierschau, um 8:00 Uhr erfolgt die Aufstellung der Tiere auf dem Tierschauplatz. Um 9:00 Uhr beginnt die Prämierung der Tiere und gleichzeitig öffnen die Fahrgeschäfte und Buden.
Kirmesende ist an allen drei Veranstaltungstagen jeweils gegen 2:00 Uhr nachts.

## Kirmesplatz
Einen eigenen Kirmesplatz gibt es im Grunde nicht, wenngleich das Gelände unterhalb des Rathauses – direkt am Bigge-Zufluss Wende gelegen – als solcher bezeichnet wird. Daran angrenzend befindet sich auch der Tierschauplatz. Der ursprüngliche Krammarkt fand rund um die Pfarrkirche statt, in deren unmittelbarer Nähe sich auch der Marktplatz befindet. Auch heute noch findet ein großer Teil der Kirmes rund um diesen Bereich statt. Ansonsten schlängelt sich der weitere Kirmesbereich durch den gesamten Ortskern von Wenden. Zusammen gereiht ergeben die Fahrgeschäfte, die Vergnügungsbuden, der Krammarkt mit rund 400 Händlern sowie die Stände für das leibliche Wohl eine Länge von über drei Kilometern.

## Tierschau
Die Tierschau am Kirmesdienstag ist der Festtag des Landwirtschaftlichen Lokalvereins der Gemeinde Wenden. Ein Höhepunkt ist dabei der Viehauftrieb. Insgesamt werden rund 250 Vierbeiner aufgestellt und anschließend durch Preisrichter begutachtet. Darunter Kühe, Rinder, Bullen, Pferde, Schafe, Ziegen und Schweine. Aber auch zahlreiche Kaninchen sowie Rassegeflügel werden dem Publikum vorgestellt.
Jedes Jahr finden sich neben etlichen Schaulustigen auch zahlreiche landwirtschaftlich interessierte Menschen und Organisationen zu dieser Tierschau ein. Darunter neben solchen aus den umliegenden Regionen aus dem Kreis Olpe, dem Kreis Siegen-Wittgenstein, dem Oberbergischen Kreis und dem Märkischen Kreis auch viele überregionale sowie ausländische Besucher.

## Verkehrsanbindung
Das Kirmesgelände befindet sich mitten im Hauptort Wenden der Gemeinde. Per Straße gelangt man über die Bundesautobahnen A 4 oder A 45 über die Anschlussstelle Wenden im Autobahnkreuz Olpe-Süd nach Wenden. Parkplätze sind entsprechend ausgeschildert, die zumeist kostenlos, kirmesnah zum Teil aber auch kostenpflichtig sind. Während der Kirmestage fahren vermehrt Pendlerbusse, deren Haupthaltestelle sich im Randbereich des unteren „Kirmesplatzes“ befindet. Insbesondere die R 51 und R 53 sind die wichtigsten Buslinien, die von Olpe und Siegen sowie die R 50 von Kreuztal nach Wenden führen.
Zudem fahren an den Kirmes-Tagen eigens dazu eingerichtete „Kirmes-Linien“ Wenden als Sonderbusse an, vor allem betrieben durch die Verkehrsbetriebe Westfalen-Süd (VWS). Diese "Kirmes-Busse" waren 2024 erstmals kostenlos für Kirmesbesucher nutzbar. 2025 ist dieses Angebot ebenfalls kostenlos verfügbar. Der reguläre Busverkehr auf den gleichen Strecken, soweit dieser durchgeführt wird, bleibt hingegen kostenpflichtig.
Da während der gesamten Dauer der Veranstaltung die Hauptverkehrsstraße L 714, die direkt durch Wenden führt, für LKW ab 3,5 Tonnen gesperrt ist, wird dieser Verkehr über Freudenberg bzw. Kreuztal resp. über die A 4/HTS entsprechend umgeleitet.

## Corona-Pandemie
Aufgrund der Coronavirus-Krankheit COVID-19 fand im Jahr 2020 keine „Wendsche Kärmetze“ statt. Auch 2021 fiel diese aufgrund der gesetzlichen Beschränkungen des öffentlichen Lebens aus. Seit 2022 findet die Kirmes wieder statt.

## Termine
- 16./17. und 19. August 2025
- 15./16. und 18. August 2026
- 14./15. und 17. August 2027